# Rhyncholita
Rhyncholita là một chi bướm đêm thuộc họ Noctuidae.